# Elymnias athys
Elymnias athys är en fjärilsart som beskrevs av Hans Fruhstorfer 1904. Elymnias athys ingår i släktet Elymnias och familjen praktfjärilar. Inga underarter finns listade i Catalogue of Life.